# Bessingen (Coppenbrügge)
Bessingen ist ein Dorf am Ith. Seit 1973 ist es ein Ortsteil des Fleckens Coppenbrügge im Landkreis Hameln-Pyrmont in Niedersachsen.

## Geschichte
Bei Bessingen wurden prähistorische Funde der Schnurkeramischen Kultur aus der Zeit von 2500 bis 1700 v. Chr. gemacht. Es ist jedoch keine Siedlung nachgewiesen. Die alte Namensendung „-hausen“ deutet auf eine Entstehung zur Völkerwanderungszeit im 4. bis 6. Jahrhundert. Im Jahr 2012 feierte Bessingen das 950-jährige Ortsjubiläum. Grund dafür war die Erwähnung als „Batsingehusen“ in einer Schenkungsurkunde König Heinrichs IV. vom 9. März 1062.
Von 1216 bis 1344 war Bessingen Sitz der später ausgestorbenen Edelherren von Bessinghusen. Die nah beim Zentrum des landwirtschaftlich geprägten Haufendorfs vermutete Lage des Edelhofes ist jedoch unbekannt.
Das benachbarte Dorf Hiltorf wurde im 15. Jahrhundert zur Wüstung. Auch in Bessingen kam es bedingt durch die heute zur Bundesstraße 1 gewordene nahe Heerstraße in Kriegen häufig zu Plünderungen und Einquartierungen durchziehender Truppen.
Mitte des 18. Jahrhunderts begannen nahe bei Bessingen Bergleute aus Delligsen die Förderung von Steinkohle. Während des Siebenjährigen Kriegs wurde der Betrieb eingestellt und der Stolleneingang zugeschüttet.
Schon 1491 war Bessingen Teil des Amts Wickensen. Bei einer Erbteilung im Jahr 1495 kam Bessingen zum Herzogtum Braunschweig-Wolfenbüttel und der Nachbarort Behrensen zum Fürstentum Calenberg. Der Nachbarort Coppenbrügge lag hingegen in der Grafschaft Spiegelberg und kam erst 1819 zum Königreich Hannover. In der Folgezeit kam es wiederholt zu Grenzstreitigkeiten. Bessingen wurde 1832 dem braunschweigischen Holzminden zugeordnet. Die aneinandergrenzenden Länder gingen im Land Niedersachsen auf.

### Eingemeindungen
Am 1. Januar 1973 kam Bessingen im Rahmen eines Gebietstauschs vom Landkreis Holzminden zum Landkreis Hameln-Pyrmont und wurde dort zu einem Ortsteil des Fleckens Coppenbrügge.

### Einwohnerentwicklung
| Jahr      | 1910  | 1925  | 1933  | 1939  | 1950  | 2015  |
| --------- | ----- | ----- | ----- | ----- | ----- | ----- |
| Einwohner | 286   | 263   | 251   | 242   | 472   | 322   |
| Quelle    | [ 7 ] | [ 8 ] | [ 8 ] | [ 8 ] | [ 1 ] | [ 9 ] |

## Religion
Die evangelischen Bewohner Bessingens gehören zur evangelisch-lutherischen Kirchengemeinde Bessingen-Ith-Nesselberg im Kirchenkreis Hildesheimer Land-Alfeld. Die Kapelle in Behrensen war schon im 18. Jahrhundert eine Filiale der Bessinger Kirche. Am 1. Juli 1976 wurde die St.-Petri-Kirchengemeinde Hohnsen der Bessinger Gemeinde angeschlossen.

## Politik

### Ortsrat und Ortsbürgermeister
Der Ortsrat der Ortschaft Bisperode vertritt auf kommunaler Ebene die Coppenbrügger Ortsteile Behrensen, Bessingen, Bisperode, Diedersen und Harderode.

### Wappen
Das Kommunalwappen wurde in den 1950er Jahren genehmigt.
| Wappen von Bessingen | Blasonierung: „In Blau ein goldener, silber-bewehrter Hahnenfuß.“ |
| Wappen von Bessingen | Wappenbegründung: Das Wappen versinnbildlicht mit seiner Farbgebung die frühere Zugehörigkeit zum Herzogtum Braunschweig und erinnert zugleich an die örtliche Sage „Die gestohlene Kriegskasse“. |

## Kultur und Sehenswürdigkeiten

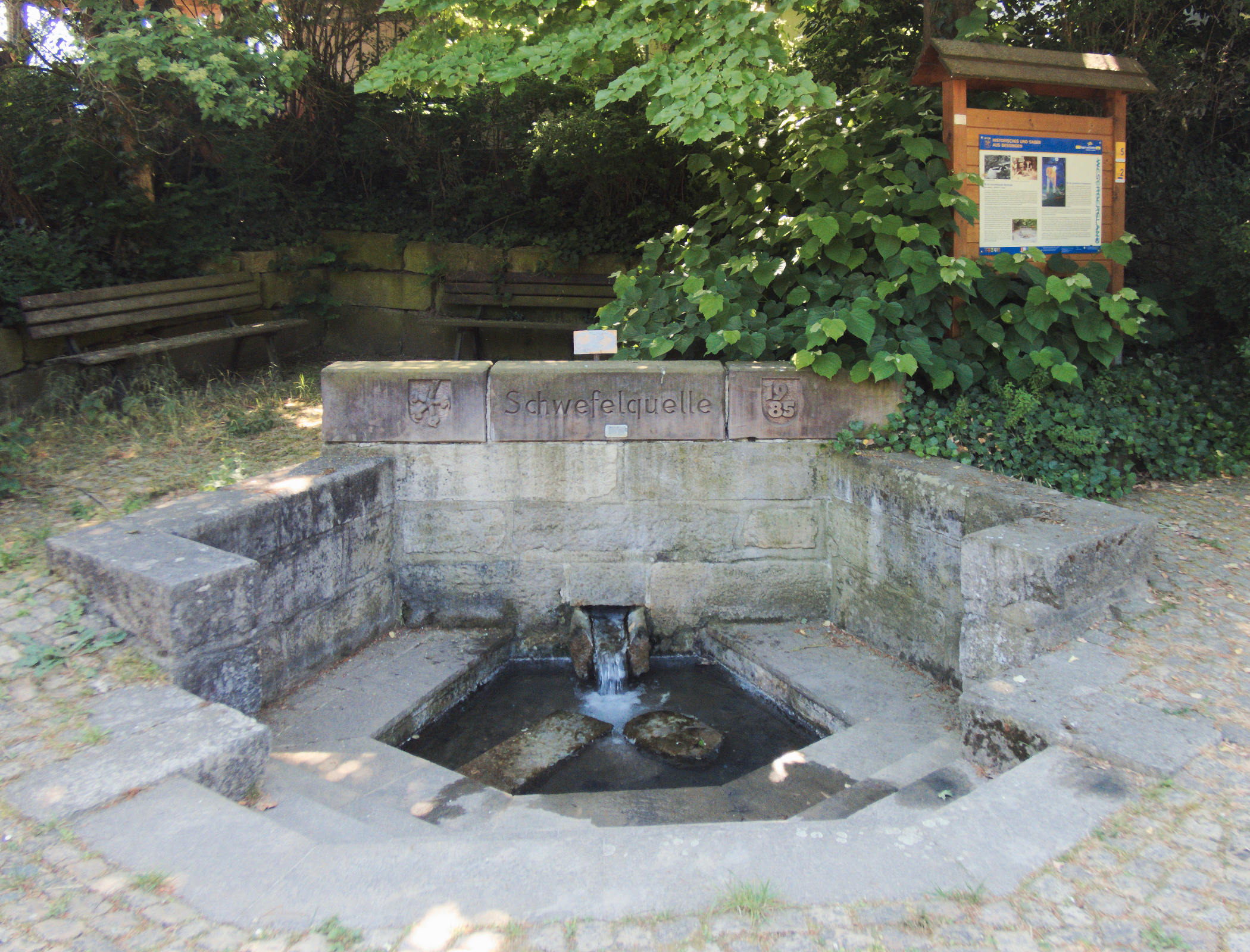
Der Schwefelbrunnen

### Bauwerke
- Dorfkirche

Die namenlose Dorfkirche wurde in den Jahren 1749/50 an Stelle einer baufälligen Vorgängerin errichtet, die es schon im Jahr 1353 gab. Der heutige Kirchturm stammt aus dem Jahr 1783. Größere Renovierungen erfolgten 1862 und 1963. 2016 wird die Haube des Kirchturms saniert. Das Patronat ist mit dem Rittergut Bisperode verbunden. Die Kirche ist neben dem benachbarten „Kriegerdenkmal“ eines der sieben Baudenkmale in Bessingen.

### Baudenkmale
→ Siehe: Liste der Baudenkmale in Bessingen

### Naturdenkmale
- Schwefelbrunnen

In der Ortslage von Bessingen tritt stark schwefelhaltiges Wasser zu Tage. Das Wasser der früher stinkender Born genannten Quelle wurde von den Dorfbewohnern als Trinkwasser und zu Heilzwecken bei Augenleiden genutzt. Der Quellbereich wurde erstmals 1941 in Stein gefasst, gilt als Wahrzeichen Bessingens und ist als Naturdenkmal „Schwefelbrunnen Bessingen“ ausgewiesen.
- Bessinger Klippen

Die Bessinger Klippen im Nordteil des Iths östlich von Bessingen gelten als Touristenattraktion. Die aus dem Korallenoolith herausgewitterten Felsformationen liegen unterhalb des Ithkamms. Die etwa 15 m hohe säulenähnliche Felsgruppe Adam und Eva ist als Naturdenkmal registriert. Alle Teile der Bessinger Klippen sind seit 2004 nicht mehr für alpines Klettern zugelassen.

## Wirtschaft und Infrastruktur
Verkehr 
Durch Bessingen führt die Landesstraße L 558. Die Bundesstraße 1 verläuft nur etwa 1 km nördlich des Ortes.
Zwei Buslinien des Nahverkehr Hameln-Pyrmont verbinden Bessingen mit Coppenbrügge und Hameln. Dort finden sich auch die nächstgelegenen Bahnhöfe.